# Giro del Lussemburgo 2007
Il Giro del Lussemburgo 2007, settantunesima edizione della corsa, si svolse dal 6 al 10 giugno su un percorso di 685 km ripartiti in 4 tappe più un cronoprologo, con partenza e arrivo a Lussemburgo. Fu vinto dallo svizzero Grégory Rast della Astana davanti al francese Laurent Brochard e all'italiano Tiziano Dall'Antonia.

## Tappe
| Tappa  | Data      | Percorso                                      | km    | Vincitore di tappa  | Leader cl. generale |
| ------ | --------- | --------------------------------------------- | ----- | ------------------- | ------------------- |
| Prol.  | 6 giugno  | Lussemburgo > Lussemburgo (cron. individuale) | 2,6   | Jimmy Engoulvent    | Jimmy Engoulvent    |
| 1ª     | 7 giugno  | Lussemburgo > Mondorf-les-Bains               | 166,8 | Maximiliano Richeze | Juan Antonio Flecha |
| 2ª     | 8 giugno  | Schifflange > Differdange                     | 193,1 | Laurent Brochard    | Laurent Brochard    |
| 3ª     | 9 giugno  | Wiltz > Diekirch                              | 173,8 | Romain Feillu       | Laurent Brochard    |
| 4ª     | 10 giugno | Mersch > Lussemburgo                          | 149,5 | Grégory Rast        | Grégory Rast        |
| Totale | Totale    | Totale                                        | 685   |                     |                     |

## Dettagli delle tappe

### Prologo
- 6 giugno: Lussemburgo > Lussemburgo (cron. individuale) – 2,6 km

| Pos. | Corridore           | Squadra     | Tempo |
| ---- | ------------------- | ----------- | ----- |
| 1    | Jimmy Engoulvent    | Crédit Agr. | 3'42" |
| 2    | Juan Antonio Flecha | Rabobank    | a 5"  |
| 3    | Gorik Gardeyn       | Unibet.com  | s.t.  |

| Pos. | Corridore           | Squadra     | Tempo |
| ---- | ------------------- | ----------- | ----- |
| 1    | Jimmy Engoulvent    | Crédit Agr. | 3'42" |
| 2    | Juan Antonio Flecha | Rabobank    | a 5"  |
| 3    | Gorik Gardeyn       | Unibet.com  | s.t.  |

### 1ª tappa
- 7 giugno: Lussemburgo > Mondorf-les-Bains – 166,8 km

| Pos. | Corridore           | Squadra     | Tempo    |
| ---- | ------------------- | ----------- | -------- |
| 1    | Maximiliano Richeze | Panaria     | 4h08'58" |
| 2    | Jochen Summer       | ELK Haus    | s.t.     |
| 3    | Mark Renshaw        | Crédit Agr. | s.t.     |

| Pos. | Corridore            | Squadra    | Tempo    |
| ---- | -------------------- | ---------- | -------- |
| 1    | Juan Antonio Flecha  | Rabobank   | 4h12'45" |
| 2    | Tiziano Dall'Antonia | Panaria    | s.t.     |
| 3    | Gorik Gardeyn        | Unibet.com | s.t.     |

### 2ª tappa
- 8 giugno: Schifflange > Differdange – 193,1 km

| Pos. | Corridore           | Squadra  | Tempo    |
| ---- | ------------------- | -------- | -------- |
| 1    | Laurent Brochard    | Bouygues | 4h46'34" |
| 2    | Grégory Rast        | Astana   | s.t.     |
| 3    | Sebastian Langeveld | Rabobank | s.t.     |

| Pos. | Corridore            | Squadra  | Tempo    |
| ---- | -------------------- | -------- | -------- |
| 1    | Laurent Brochard     | Bouygues | 8h59'11" |
| 2    | Grégory Rast         | Astana   | a 2"     |
| 3    | Tiziano Dall'Antonia | Panaria  | a 8"     |

### 3ª tappa
- 9 giugno: Wiltz > Diekirch – 173,8 km

| Pos. | Corridore     | Squadra      | Tempo    |
| ---- | ------------- | ------------ | -------- |
| 1    | Romain Feillu | Agritubel    | 4h23'17" |
| 2    | Gorik Gardeyn | Unibet.com   | s.t.     |
| 3    | Paul Martens  | Skil-Shimano | s.t.     |

| Pos. | Corridore            | Squadra  | Tempo     |
| ---- | -------------------- | -------- | --------- |
| 1    | Laurent Brochard     | Bouygues | 13h22'28" |
| 2    | Grégory Rast         | Astana   | a 1"      |
| 3    | Tiziano Dall'Antonia | Panaria  | a 8"      |

### 4ª tappa
- 10 giugno: Mersch > Lussemburgo – 149,5 km

| Pos. | Corridore     | Squadra      | Tempo    |
| ---- | ------------- | ------------ | -------- |
| 1    | Grégory Rast  | Astana       | 3h25'21" |
| 2    | Danail Petrov | Benfica      | s.t.     |
| 3    | Paul Martens  | Skil-Shimano | s.t.     |

| Pos. | Corridore            | Squadra  | Tempo     |
| ---- | -------------------- | -------- | --------- |
| 1    | Grégory Rast         | Astana   | 16h47'40" |
| 2    | Laurent Brochard     | Bouygues | a 10"     |
| 3    | Tiziano Dall'Antonia | Panaria  | a 15"     |

## Classifiche finali

### Classifica generale
| Pos. | Corridore            | Squadra      | Tempo     |
| ---- | -------------------- | ------------ | --------- |
| 1    | Grégory Rast         | Astana       | 16h47'40" |
| 2    | Laurent Brochard     | Bouygues     | a 10"     |
| 3    | Tiziano Dall'Antonia | Panaria      | a 15"     |
| 4    | Paul Martens         | Skil-Shimano | a 25"     |
| 5    | Jonathan Hivert      | Crédit Agr.  | a 27"     |
| 6    | José Azevedo         | Benfica      | a 29"     |
| 7    | Gustav Larsson       | Unibet.com   | a 31"     |
| 8    | Danail Petrov        | Benfica      | s.t.      |
| 9    | Sebastian Langeveld  | Rabobank     | a 34"     |
| 10   | Romain Feillu        | Agritubel    | a 35"     |